# Attilio Hortis
Mario Attilio Francesco Carlo Hortis, född den 13 maj 1850 i Trieste, död där den 23 februari 1926, var en italiensk litteraturhistoriker.
Hortis, som 1873 blev stadsbibliotekarie i sin hemstad, offentliggjorde ett stort antal arbeten, främst rörande äldre italiensk litteratur, bland annat Studj sulle opere latine di Giovanni Boccaccio (1879), och utgav Petrarcas otryckta arbeten (1874) samt redigerade "Archeografico triestino".